# 皮千得
皮 千得（Pi Chun Deuk、ピ・チョンドゥク、朝鮮語: 피천득、1910年5月29日 - 2007年5月25日）は韓国の随筆家、英文学者。ソウル特別市出身。号は「琴兒」。
息子の皮守英、娘の皮瑞英は共に学者。

## 略歴
1910年5月29日、ソウル特別市に生まれる。皮の詩の特徴は、一切の観念を排除し、美しい情緒と生活を詠った純粋叙情性にある。また随筆は、日常生活での感情を繊細かつ親近感がわく文体で美しく表現しているため、一遍の散文的な叙情詩を読むような感じを受ける。1969年に発表した詩文選『산호와 진주（珊瑚と真珠）』では到達することのできない憧憬を珊瑚と真珠に比喩した穏やかで暖かい詩と随筆を収録した。随筆論を随筆の形で書いた作品『수필（随筆）』は、随筆の本質と特徴について書いた皮の代表作である。2007年5月25日に死去する。

## 年譜
- 1910年5月29日、ソウル特別市に生まれる。[1]
- 1947年、『叙情詩集』発表。
- 1936年、上海に留学、Thomas Hanbury Public Schoolで修学。
- 1929年、上海滬江大学（University of Shanghai）予科入学。
- 1930年、『新東亜』に詩『叙情小曲』、『小曲』、『パイプ』などを発表。
- 1931年、上海滬江大学（University of Shanghai）英文学科進学。
- 1937年、上海滬江大学（University of Shanghai）英文学科卒業。
- 1945年、京城大学予科教授歴任。
- 1951年、ソウル大学校師範大学教授。
- 1954年、ハーバード大学研究員[2]。
- 1963年、ソウル大学校大学院英語英文学科主任教授。
- 1991年、大韓民国文化芸術賞銀冠文化勲章。
- 1995年、第9回仁村賞文学部門受賞。
- 1999年、誇らしいソウル大人賞受賞。
- 2007年5月25日、死去。

## 代表作品
- 1930年、서정소곡（叙情小曲）[5][6]
- 1932年、소곡（小曲）
- 1933年、눈보라 치는 밤의 추억（吹雪く夜の追憶）
- 1934年、나의 파일（私のファイル）
- 1947年、서정시집（叙情詩集）
- 1959年、금아시문선（琴兒詩文選）
- 1969年、산호와 진주（珊瑚と真珠）
- 1976年、소네트의 시집（ソネットの詩集）（翻訳書）
- 1977年、수필（随筆）
- 1994年、삶의 노래（生の歌）
- 1996年、인연（因縁）
- 1997年、내가 사랑하는 시（私の愛する詩）